# صدف راه‌راه معمولی
صدف راه‌راه معمولی (نام علمی: Cerastoderma edule) نام یک گونه از سرده صدف‌های سراستودرما است.